# Hulaspis philippiae
Hulaspis philippiae är en insektsart som beskrevs av Mamet 1954. Hulaspis philippiae ingår i släktet Hulaspis och familjen pansarsköldlöss.
Artens utbredningsområde är Madagaskar. Inga underarter finns listade i Catalogue of Life.